# Гудзь, Порфирий Мартынович
Порфирий Мартынович Гудзь (укр. Порфирій Мартинович Гудзь, 23 февраля 1902, Орджоникидзе — 16 августа 1969, Москва) — советский офицер, командовал рядом стрелковых дивизий в Великой Отечественной войны, Герой Советского Союза (1943). Полковник (1940).

## Биография
Родился 23 февраля 1902 года в селе Александровка (ныне — город Покров Днепропетровской области Украины) в семье учителя. В 1917 году окончил Мариупольскую учительскую семинарию, работал коногоном на Бахмутских соляных шахтах.

### Гражданская война
В феврале 1918 года вступил в партизанский отряд в селе Новоспасское, в котором воевал против немецко-австрийских оккупантов, захвативших Украину, и войск их марионеточного «гетмана» П. П. Скоропадского. В мае 1918 года по доносу провокатора арестован и приговорён к смертной казни, которую ввиду его несовершеннолетия заменили на 10 лет каторги. Ему удалось совершить побег. На станции Волноваха он вновь вступил в партизанский отряд. После ухода немцев из Украины в феврале 1919 года вступил в Рабоче-крестьянскую Красную армию, зачислен красноармейцем в 8-й стрелковый полк Украинской Красной армии. Воевал против войск генералов А. Г. Шкуро и А. И. Деникина, за храбрость в боях назначен командиром роты. Однако уже в мае 1919 года в бою за Мариуполь был тяжело контужен и попал в плен к «белым». Содержался в лагере военнопленных в Армавире. Весной 1920 года он был освобождён. После освобождения зачислен командиром пулемётного взвода 5-го кавалерийского полка 1-й Кавказской кавалерийской дивизии. Участвовал в боевых действиях на Северном Кавказе и в ликвидации Улагаевского десанта войск генерала П. Н. Врангеля. В сентябре с полком переведён в 5-ю Кубанскую кавалерийскую дивизию 2-й Конной армии, отличился в Северно-Таврийской операции, в Перекопско-Чонгарской операции, в последующих боях по разгрому формирований Н. Махно, Ю. Тютюнника, «Чёрного Ворона», Орлика и других в период 1921—1922 годов.

### Межвоенный период
После окончания Гражданской войны Гудзь продолжил службу в Красной армии. В той же дивизии был начальником пулемётных команд 29-го и 41-го кавалерийских полков, помощником командира пулемётного эскадрона 40-го кавполка, командиром пулемётного эскадрона 39-го кавполка, командиром пулемётных взводов в 40-м и 37-м кавполках. В октябре 1924 года его направили на учёбу. В 1925 году окончил Стрелково-тактические курсы усовершенствования комсостава РККА имени III Коминтерна «Выстрел». С августа 1925 года служил в 7-й кавалерийской дивизии Белорусского военного округа: начальник школы младшего комсостава «огневого полка», с сентября 1926 — командир отдельного пулемётного эскадрона, с марта 1930 — помощник начальника и начальник 1-й (оперативной) части штаба дивизии, с ноября 1931 — начальник штаба 37-го кавалерийского полка, с декабря 1933 — командир 38-го кавалерийского полка. После введения воинских званий в РККА П. М. Гудзю было присвоено воинское звание майор.
В сентябре 1937 года был уволен в запас из РККА. В апреле 1939 восстановлен в армии, назначен преподавателем тактики Краснознамённых кавалерийских курсов усовершенствования комсостава РККА. В феврале 1940 года откомандирован на фронт советско-финской войны для получения современного боевого опыта, был порученцем по особо важным делам при Военном совете Северо-Западного фронта, затем командовал 90-м стрелковым полком 95-й стрелковой дивизии. Получил 2 ранения. Награждён орденом Красной Звезды.
С мая 1940 — начальник пехоты 151-й стрелковой дивизии (Харьковский военный округ). С июля 1940 года — командир 102-й стрелковой дивизии.

## Великая Отечественная война
С началом Великой Отечественной войны против нацистской Германии дивизия в конце июня погрузилась в железнодорожные эшелоны в Кременчуге и в составе 67-го стрелкового корпуса была переброшена в 21-ю армию на Западный фронт. После выгрузки командование несколько раз перебрасывало дивизию с рубежа на рубеж, в итоге с 14 июля 1941 года приняла участие в Смоленском сражении измотанной маршами и на неподготовленном рубеже по Днепру. В итоге немецкие войска легко отбросили дивизию и форсировали Днепр. Обвинён в этом был сам командир дивизии. 17 июля 1941 года командарм 21-й армии генерал-полковник Ф. И. Кузнецов отдал приказ:

…командира 102-й стрелковой дивизии полковника Гудзь за отсутствие руководства боевой деятельностью дивизии в течение 17 июля, что привело в срыву успешно начатого боя в Быховском направлении, отстранить от занимаемой должности, возбудить ходатайство перед Главкомом о предании суду…
Из воспоминаний старшего политрука штаба 21-й армии Премилова Анатолия Игнатьевича:

…После небольшой передышки я занялся проверкой факта проявления трусости командиром дивизии полковником Гудзь. За трусость, проявленную в бою, он был отстранен от командования дивизией; велось следствие для придания его суду военного трибунала. На следствии Гудзь сочинил легенду, что он был за Днепром и его обстрелял немецкий самолет, — мол, он не трус. На самом деле за Днепром он не был, а свою машину сам прострелил в нескольких местах. Мне уже приходилось видеть пробоины от обстрелов самолетами: здесь ничего похожего не было, стреляли с земли. Подтвердил это и шофер «эмки»…
Изначально был передан в распоряжение командира 67-го стрелкового корпуса, в августе 1941 года временно исполнял должность начальника штаба 160-й стрелковой дивизии (как минимум до 9 августа 1941 года). В начале августа отозван в штаб 21-й армии. Приехав 12 августа в Гомель, штаба там не обнаружил и был тут же арестован. В командование 102-й сд вступил начальник её штаба — полковник И. Г. Бессонов будущая «легенда» антисоветского «сопротивления» власовцев.
Во время налёта немецкой авиации на Гомель в том же августе в тюрьме вспыхнул пожар. Охрана тюрьмы разбежалась. Гудзь с трудом проломил стену камеры горевшей тюрьмы и выбрался во двор. Собрал до 400 арестованных, спасшихся от пожара, рекомендовал им не расходиться и ждать правосудия. К утру явилось тюремное начальство. Арестованных перевели в Новобелицу, где их погрузили в составы и повезли в город Иваново. Везли полтора месяца. В ивановской тюрьме Гудзь сидел до декабря 1941 года. Писал жалобы разным прокурорам, Калинину и Сталину, но ниоткуда ответов не получил. Из Иванова заключённых перевели в город Барнаул. Везли зимой целый месяц. Из барнаульской тюрьмы Гудзь продолжал обращаться с жалобами в различные инстанции. Наконец, в марте 1942 года его вызвали в прокуратуру и объявили: «Вы арестованы по недоразумению. Можете ехать воевать». После освобождения из тюрьмы в Барнауле, поехал в Новосибирск, в штаб военного округа, где получил назначение на Западный фронт.
С конца апреля 1942 года полковник П. М. Гудзь командовал 328-й стрелковой дивизией 16-й армии. Приказом Народного комиссара обороны СССР от 24 мая 1942 года дивизия получила гвардейское наименование и была переименована в 31-ю гвардейскую дивизию. Дивизия занимала оборону в районе Сухиничей и участвовала в частных наступательных операциях. В конце сентября того же года он был ранен и контужен, после чего в течение двух месяцев лечился в госпитале в Москве.
В декабре 1942 года Гудзь назначен заместителем командира 12-й гвардейской стрелковой дивизии 61-й армии, а с 21 января по 4 марта 1943 года временно командовал этой дивизией. Под его командованием дивизия держала оборону на реке Оке зимой 1942—1943 годов, отбив все попытки противника форсировать её. С марта по май 1943 года П. М. Гудзь по состоянию здоровья служил в должности преподавателя тактики на курсах младших лейтенантов Центрального фронта. С 15 июня 1943 года полковник Гудзь — командир 8-й стрелковой дивизии 13-й армии. Под его руководством дивизия участвовала в Курской битве, мужественно отстояв занимаемый рубеж в оборонительной фазе сражения. Только в первый день битвы воины дивизии подбили 35 немецких танков, наступавшая на её позиции немецкая 216-я пехотная дивизия была полностью обескровлена. Когда противнику удалось вклиниться в оборону дивизии, ночной контратакой её бойцы полностью восстановили положение. За это сражение командир дивизии награждён орденом Красного Знамени. Во время Черниговско-Припятской наступательной операции его дивизия прорвала вражескую оборону на реке Десна и с ходу форсировала её на двух участках. За эти действия награждён орденом Суворова 2-й степени.
Командир 8-й стрелковой дивизии 15-го стрелкового корпуса 13-й армии Центрального фронта полковник П. М. Гудзь проявил исключительное мужество в ходе битвы за Днепр. 22 сентября 1943 года дивизия Гудзя вышла к Днепру и с ходу начала форсирование. Несмотря на массированный артиллерийский и пулемётный огонь и удары авиации противника, она на подручных средствах переправилась через реку в районе села Навозы Днепровские Черниговского района Черниговской области Украинской ССР и захватила плацдарм на её западном берегу, а затем расширила его. 25 сентября дивизия стремительным броском вышла к Припяти, переправилась через неё в районе села Копачи Чернобыльского района Киевской области и захватила плацдарм на её западном берегу, продвинувшись до 6—8 километров в глубину.
Указом Президиума Верховного Совета СССР от 16 октября 1943 года за «успешное форсирование реки Днепр севернее Киева, прочное закрепление плацдарма на западном берегу р. Днепр и проявленные при этом отвагу и геройство» полковнику Порфирию Мартыновичу Гудзю присвоено звание Героя Советского Союза с вручением ордена Ленина и медали «Золотая Звезда» за номером 1233.
В дальнейших боях дивизия Гудзя попала в окружение, после нескольких дней упорной обороны внезапным ударом прорвала кольцо окружения … на запад и соединилась с партизанами соединения А. Н. Сабурова. В тех боях 26 октября 1943 года Гудзь был тяжело ранен и контужен, до января 1944 года лечился в Москве. После выздоровления 12 февраля 1944 года он стал командиром 9-й гвардейской стрелковой дивизии 2-го гвардейского стрелкового корпуса 6-й гвардейской армии 1-го Прибалтийского фронта. Участвовал в освобождении Витебской области Белорусской ССР. В начале июня 1944 года из-за обострения болезни ему вновь пришлось лечь в госпиталь, он был освобождён от должности комдива. С августа 1944 по февраль 1945 года командовал отдельным полком резерва офицерского состава Белорусского военного округа. Затем по состоянию здоровья новых назначений не получал, а 31 августа 1945 года полковник Порфирий Гудзь вышел в запас по болезни.

## Послевоенные годы
Проживал в Москве. Несмотря на болезнь, продолжал вести активную общественную работу. Умер 16 августа 1969 года, похоронен по завещанию в городе Донской Тульской области рядом с братской могилой бойцов его дивизии, погибших в бою за освобождение этого города.

## Награды
- Медаль «Золотая Звезда» Героя Советского Союза (16.10.1943)
- Орден Ленина (16.10.1943)
- 2 ордена Красного Знамени (28.07.1943[11], 6.11.1945)
- Орден Суворова 2-й степени (16.09.1943)
- Орден Красной Звезды (1941)
- Медаль «За Победу над Германией в Великой Отечественной войне 1941-1945 гг.»
- Другие медали СССР[1]